# Argentina georgei
Argentina georgei és una espècie de peix pertanyent a la família dels argentínids.

## Descripció
- Pot arribar a fer 14,6 cm de llargària màxima.
- 11 radis tous a l'aleta dorsal i 10-11 a l'anal.[5][6]

## Hàbitat
És un peix marí i batidemersal que viu entre 220 i 457 m de fondària (normalment, entre 274 i 402).

## Distribució geogràfica
Es troba a l'Atlàntic occidental central: des de la costa oriental de Florida fins a les Bahames, la costa septentrional de Cuba, les Antilles i Centreamèrica.

## Observacions
És inofensiu per als humans.